# Alessandro Bori
Alessandro Bori (Desenzano del Garda, 5 febbraio 1997) è un nuotatore italiano.

## Biografia
Sì è messo in evidenza ai Giochi olimpici giovanili di Nanchino 2014, dove ha ottenuto la medaglia d'argento nella staffetta 4x100 stile libero ed il 4º posto nei 50 e 100 m stile libero.
Agli europei giovanili di Dordrecht 2014 ha vinto l'argento nella 4x100 m misti e il bronzo nella 4x100 m stile libero.
Ai mondiali giovanili di Singapore 2015 ha ottenuto il bronzo nella 4x100 m stile libero.
Ha fatto parte della spedizione italiana ai Giochi europei di Baku 2015, in cui ha guadagnato l'argento nella 4x100 m stile libero, con Alessandro Miressi, Giovanni Izzo e Ivano Vendrame.
Alle Universiadi di Napoli 2019 ha ricevuto il bronzo nella staffetta 4x100 m stile libero, con Ivano Vendrame, Giovanni Izzo e Davide Nardini.
È stato convocato ai Giochi del Mediterraneo di Orano 2022 in cui ha vinto l'oro nelle staffette 4x100 m misti e 4x100 m stile libero, nonché il bronzo nei 100 m stile libero, terminando alle spalle del connazionale Filippo Megli e del portoghese Diogo Ribeiro.
Si è laureato campione continentale agli europei di Roma 2022, vincendo l'oro nella 4x100 m stile libero, assieme a Alessandro Miressi, Thomas Ceccon, Lorenzo Zazzeri, Manuel Frigo, Leonardo Deplano e Filippo Megli, senza scendere in acqua in finale.

## Palmarès
- Europei

Roma 2022: oro nella 4x100m sl.
- Giochi del Mediterraneo

Orano 2022: oro nella 4x100m misti e nella 4x100m sl, bronzo nei 100m sl.
- Giochi europei

Baku 2015: argento nella 4x100m sl.
- Universiadi

Napoli 2019: bronzo nella 4x100m sl.
- Giochi olimpici giovanili

Nanchino 2014: argento nella 4x100m sl.
- Mondiali giovanili

Singapore 2015: bronzo nella 4x100m sl.
- Europei giovanili

Dordrecht 2014: argento nella 4x100m misti, bronzo nella 4x100m sl.
- Festival olimpico della gioventù europea

Utrecht 2013: oro nei 100m sl, argento nella 4x100m mista, bronzo nei 50m sl.

### Campionati italiani
2 titoli, così ripartiti:
- 1 nei 50 m stile libero
- 1 nella 4x200 stile libero

| Anno | Edizione    | stile libero 50 m | stile libero 4x100 m | stile libero 4x200 m | misti 4x100 m |
| ---- | ----------- | ----------------- | -------------------- | -------------------- | ------------- |
| 2014 | Invernali   | -                 | 2                    | -                    | -             |
| 2015 | Primaverili | -                 | 2                    | -                    | -             |
| 2016 | Primaverili | -                 | 3                    | -                    | -             |
| 2016 | Invernali   | -                 | 3                    | -                    | -             |
| 2017 | Primaverili | -                 | 2                    | 1                    | 3             |
| 2020 | Invernali   | 1                 | -                    | -                    | -             |
| 2021 | Primaverili | 3                 | -                    | -                    | -             |
| 2022 | Primaverili | -                 | 2                    | -                    | 2             |
| 2023 | Primaverili | -                 | 2                    | -                    | 2             |
| 2024 | Primaverili | -                 | 3                    | -                    | 3             |
| 2025 | Primaverili | -                 | 2                    | -                    | -             |